# Eutropio di Saintes
Eutropio (... – I secolo o III secolo) fu il primo vescovo di Saintes ed è venerato come santo dalla Chiesa cattolica.

## Agiografia
Secondo la tradizione letteraria, Eutropio era di origine romana o persiana e fu inviato a evangelizzare la Gallia o da papa Clemente I nel I secolo o da papa Fabiano verso la metà del III secolo.  

## Culto
Dopo la sua morte è stato sepolto in un sarcofago posto nella cripta della chiesa dedicatagli a Saintes, dove ancora oggi sono conservate le sue reliquie.
Patrono della Saintonge, è festeggiato il 30 aprile.